# Appendicula uncata
Appendicula uncata är en orkidéart som beskrevs av Henry Nicholas Ridley. Appendicula uncata ingår i släktet Appendicula och familjen orkidéer.

## Underarter
Arten delas in i följande underarter:
- A. u. sarawakensis
- A. u. uncata